# Camp de refugiats de Nayapara
El Camp de refugiats de Nayapara és un camp de refugiats a Teknaf, Bazar de Cox, Bangladesh. Es troba al costat del poble de Dhumdumia i està habitada majoritàriament per gent rohingya que ha fugit de la persecució religiosa a la veïna Myanmar. És un dels dos camps de refugiats governamentals a Cox's Bazar, l'altre és el camp de refugiats de Kutupalong. Els dos camps de refugiats tenien una població total d'uns 30.000 refugiats el juliol del 2017. Al setembre de 2017 l'alt Comissionat de les Nacions Unides per als Refugiats (ACNUR) va estimar que la població combinada dels dos camps de refugiats havia augmentat a més de 77.000 habitants. A partir del 14 de gener de 2018, la població del camp de refugiats de Nayapara es va quantificar en uns 23.065 habitants.